# Walter Feist
Walter Feist (1907-1978) fue un deportista alemán que compitió en luge en la modalidad doble. Ganó siete medallas en el Campeonato Europeo de Luge entre los años 1928 y 1939.

## Palmarés internacional
| Campeonato Europeo | Campeonato Europeo      | Campeonato Europeo | Campeonato Europeo |
| Año                | Lugar                   | Medalla            | Prueba             |
| ------------------ | ----------------------- | ------------------ | ------------------ |
| 1928               | Schreiberhau (Alemania) | Medalla de plata   | Doble              |
| 1929               | Semmering (Austria)     | Medalla de oro     | Doble              |
| 1934               | Ilmenau (Alemania)      | Medalla de oro     | Doble              |
| 1935               | Krynica (Polonia)       | Medalla de oro     | Doble              |
| 1937               | Oslo (Noruega)          | Medalla de plata   | Doble              |
| 1938               | Salzburg (Austria)      | Medalla de oro     | Doble              |
| 1939               | Reichenberg (Alemania)  | Medalla de oro     | Doble              |